# Ramiz Delalić
Ramiz Delalić (15. února 1963 – 27. června 2007), známý pod přezdívkou Ćelo, byl bosenský představitel organizovaného zločinu a velitel 9. horské brigády v Sarajevu. Byl jednou z několika prominentních postav podsvětí angažovaných Stranou demokratické akce v přípravách na válku v Bosně a Hercegovině. Delalić se nechvalně proslavil jako hlavní podezřelý, který stanul před místním soudem za zabití Nikoly Gardoviće 1. března 1992.

## Činnosti
Delalić spolu s Mušanem „Caco“ Topalovićem byli dva ze zločinců, kteří pomáhali organizovat bosenské polovojenské jednotky v Sarajevu. Kromě hlídání klíčových pozic na hoře Trebević jejich gangy „rekvírovaly“ soukromá vozidla; unášeli lidi ke kopání zákopů na frontě; beztrestně vraždili, znásilňovali a okrádali.
Navzdory příběhům, které ho později během války obklopily, jmenovitě jeho vydírání a vyděračské kruhy, byly jeho činy během války stále považovány za mnohem méně kontroverzní ve srovnání s jinými místními veliteli, jako byl např. Jusuf „Juka“ Prazina. Na rozdíl od Praziny a některých dalších místních gangsterů zůstal Delalić loajální a poslušný oficiálním bosenským politickým a vojenským autoritám po celé válečné období, a dokonce se předpokládá, že měl velmi blízko k bosenskému prezidentovi Alijovi Izetbegovićovi.

## Útok na svatbu v Sarajevu
1. března 1992 byl napaden bosenskosrbský křesťanský svatební průvod před Starým kostelem v sarajevské staré čtvrti Baščaršija, což mělo za následek smrt otce ženicha Nikoly Gardoviće a zranění srbského pravoslavného kněze. Delalić byl očitými svědky identifikován jako střelec. Bosenské muslimské úřady téměř nevynaložily žádné úsilí, aby ho vypátraly a stíhaly. 8. prosince 2004 byl Delalić obviněn z jedné vraždy prvního stupně v souvislosti se svatebním útokem. Delalić byl zastřelen a zabit neidentifikovanými ozbrojenci v Sarajevu před dokončením jeho procesu.

## Smrt
Delalić byl zastřelen u vchodu do jeho činžovního domu v centru Sarajeva 27. června 2007. Vrah na Delaliće počkal a dvakrát na něj vystřelil, pokaždé několika ranami. Ihned po střelbě přijela sanitka, i když lékaři krátce poté prohlásili Delaliće za mrtvého. Policie věřila, že vraždu zorganizoval Naser Kelmendi, obchodník s drogami narozený v Kosovu a Delalićův rival. Delalić byl pohřben na hřbitově Kovači v Sarajevu.